# The Adventures of Valentine Vox the Ventriloquist
The Adventures of Valentine Vox the Ventriloquist es el tercer álbum de estudio del músico inglés Chris Jagger. Fue publicado en junio de 1974 a través de Asylum Records.

## Grabación y contenido
Las sesiones de grabación del álbum tuvieron lugar en 2 estudios diferentes de Reino Unido. «Chance to Say Goodbye» se grabó en los estudios Ramport, en Londres, Inglaterra. La mezcla de la canción se llevó a cabo en los estudios Olympic por Jagger y Jeremy Gee. El resto de las canciones se grabaron en los estudios Rockfield, en Monmouth, Gales. Steve Smith produjo el álbum mientras que Pat Moran se desempeñó como ingeniero de audio. Phil Brown y Rhett Davies mezclaron las canciones en los estudios Island. Una vez completas las sesiones de grabación, el álbum se masterizó en Sterling Sound, un estudio ubicado en Edgewater, Nueva Jersey. El álbum contenía diez canciones. El álbum fue nombrado después de la novela victoriana de Henry Cockton, The Life and Adventures of Valentine Vox the Ventriloquist (1840).

## Recepción de la crítica
Un escritor no especificado de Record World declaró: “La familiaridad puede venir a través de la voz, pero en lo que respecta a estilos, los hermanos Jagger siguen sus respectivos caminos. El enfoque de Chris es muy eléctrico, con contribuciones musicales de Peter Frampton y Chris Stainton que añaden un brillo especial a «Like a Dog» y «Private Dick»”. Un escritor no especificado de la revista Cash Box declaró: “Chris, un joven dedicado que se niega a seguir los pasos de su hermano mayor, es un vocalista y escritor muy expresivo cuyas melodías tienen un sabor innegablemente pegadizo”.
En una reseña en retrospectiva para AllMusic, Steve Kurutz escribió: “Con el piano de barril añadido por John Mealing , la música resalta la capacidad del joven Jagger para escribir canciones estridentes para cantar en un bar. Y su voz para cantar se adapta perfectamente al material. Aunque el álbum no es lo suficientemente fuerte como para convertirse en multiplatino ni por asomo, es un enigma el por qué Chris Jagger y Valentine Vox no pudieron entrar en la corriente principal del rock”.

## Lista de canciones
| Lado uno |                         |                    |          |  |
| N.º      | Título                  | Escritor(es)       | Duración |  |
| 1.       | «Finger in Your Pie»    | Alan Bown Watson   | 3:25     |  |
| 2.       | «Where Are the People»  | Chris Jagger       | 6:15     |  |
| 3.       | «A Cat Like You»        | Jagger Watson      | 3:50     |  |
| 4.       | «Yesterday's Sun»       | Jagger Dave Pierce | 3:25     |  |
| 5.       | «Chance to Say Goodbye» | Jagger             | 4:55     |  |

| Lado dos |                                  |                    |          |  |
| N.º      | Título                           | Escritor(es)       | Duración |  |
| 1.       | «River of Love»                  | Jagger Pierce      | 4:25     |  |
| 2.       | «Private Dick»                   | Jagger             | 3:16     |  |
| 3.       | «You're You»                     | Jagger             | 5:25     |  |
| 4.       | «Like a Dog»                     | Bown Jagger Watson | 3:17     |  |
| 5.       | «Dr. Liddels Little Liver Pills» | Bown Jagger        | 1:53     |  |

## Créditos y personal
Créditos adaptados desde las notas de álbum de The Adventures of Valentine Vox the Ventriloquist.
Músicos
- Chris Jagger – voz principal, guitarra, percusión
- Pick Withers – batería
- Andy Bown – bajo eléctrico, coros
- John Mealing – piano
- Bob Cohen – guitarra
- Jim Ryan – guitarra
- Dave Pierce – guitarra
- Steve Smith – percusión, coros
- BJ Cole – guitarra de acero con pedal

Músicos adicionales
- Chris Stainton – piano en «Where Are the People»
- Buster Cherry Jones – bajo eléctrico en «A Cat Like You»
- Neil Hubbard – guitarra en «A Cat Like You», «You're You» y «Like a Dog»
- Terry Stannard – batería en «A Cat Like You», «You're You» y «Like a Dog»
- Peter Frampton – guitarra en «Chance to Say Goodbye»
- Pete Sears – bajo eléctrico en «Chance to Say Goodbye»
- Micky Waller – batería en «Chance to Say Goodbye»
- Steve Darrington – acordeón en «Private Dick»
- John Rousseau – piano, clarinete en «You're You» y «Like a Dog»
- Dave Edmunds – slide guitar en «Like a Dog»
- Alan Spenner – bajo eléctrico en «Like a Dog»

Personal técnico
- Steve Smith – productor
- Pat Moran – ingeniero de audio
- Phil Brown – mezclas en todas las canciones excepto «Chance to Say Goodbye»
- Rhett Davies – mezclas en todas las canciones excepto «Chance to Say Goodbye»
- Chris Jagger – mezclas en «Chance to Say Goodbye»
- Jeremy Gee – mezclas en «Chance to Say Goodbye»
- Peter Blake – ilustración, fotografía